# Dam tot Damloop 1985
De Dam tot Damloop 1985 werd gehouden op 3 november 1985. De start vond plaats op het Damrak. Het was de eerste editie van deze loop. Het evenement werd gehouden met stralend helder weer.
De snelste loper was Jan Sebille uit België. Hij had iets meer dan 52 minuten nodig voor het parcours. De wedstrijd bij de vrouwen werd gewonnen door de Nederlandse atlete Eefje van Wissen in 57.06. In totaal namen 4300 mensen deel aan het evenement.

## Wedstrijd
Mannen
| rang   | naam           | land | tijd  |
| ------ | -------------- | ---- | ----- |
| Goud   | Jan Sebille    | BEL  | 52.09 |
| Zilver | Dirk Goldebeld | NED  | 53.47 |
| Brons  | Wim Roelofs    | NED  | 53.57 |
| 4      | Edwin Reidinga | NED  | 54.10 |
| 5      | Hans Klootwijk | NED  | 54.18 |

Vrouwen
| rang   | naam             | land | tijd    |
| ------ | ---------------- | ---- | ------- |
| Goud   | Eefje van Wissen | NED  | 57.06   |
| Zilver | Mieke Kleyn      | NED  | 1:03.34 |

1985 ·
1986 ·
1987 ·
1988 ·
1989 ·
1990 ·
1991 ·
1992 ·
1993 ·
1994 ·
1995 ·
1996 ·
1997 ·
1998 ·
1999 ·
2000 ·
2001 ·
2002 ·
2003 ·
2004 ·
2005 ·
2006 ·
2007 ·
2008 ·
2009 ·
2010 ·
2011 ·
2012 ·
2013 ·
2014 ·
2015 ·
2016 ·
2017 ·
2018 ·
2019